# Tityus rondonorum
Espèce
Tityus rondonorum est une espèce de scorpions de la famille des Buthidae.

## Distribution
Cette espèce est endémique de l'État de Barinas au Venezuela. Elle se rencontre vers Cruz Paredes et le río Michay.

## Description
Le mâle holotype mesure 43,32 mm, les mâles mesurent de 34,94 à 43,32 mm et les femelles de 39,75 à 43,81 mm.

## Étymologie
Cette espèce est nommée en l'honneur de la famille Rondón.

## Publication originale
- Rojas-Runjaic & Armas, 2007 : « Dos nuevas especies venezolanas del grupo Tityus clathratus y notas sobre Tityus ramirezi esquivel de Verde, 1968 (Scorpiones : Buthidae). » Boletín de la Sociedad Entomológica Aragonesa, no 41, p. 53-66 (texte intégral).